# 瀬川昌輝
瀬川 昌輝（せがわ まさてる、昭和18年（1943年） - ）は、日本の実業家。（株）昌平不動産総合研究所の社長。東京ビルヂング協会理事。

## 略歴
- 1943年（昭和18年） - 医師瀬川功の四男として東京に生まれる。
- 1965年（昭和40年） - 日本大学理工学部工業化学科卒業。
- 1972年（昭和47年） - 大日本印刷を退社し昌平不動産に入社。
- 1984年（昭和59年） - （株）昌平不動産総合研究所 社長 に就任。
  - 瀬川邸（旧古市公威邸・登録有形文化財）の敷地の一部を借りる。
- 1985年（昭和60年） - 同敷地と同社の敷地にビルを建設し、その地代を同文化財の保存費用に充てることとする。
- 1988年（昭和63年） - 東洋大学工学部建築学科非常勤講師

## 著作物

### 著書
- 2000年（平成12年） - 『21世紀のビル経営』 にじゅういち出版 ISBN 4-931130-61-5

### 共著
- 2005年（平成17年） - 『実践解説!不動産ビジネスのカタカナ語』 丸善出版事業部 ISBN 4-9900948-3-2

### 編著
- 2001年（平成13年） - 『米国不動産用語事典』 丸善 ISBN 4-9900948-0-8

## 家族親族
- 曾祖父：瀬川昌耆 - 医学博士、瀬川小児科病院初代院長
- 曾祖父：古市公威 - 男爵・工学博士
- 祖父：瀬川昌世 - 医学博士、瀬川小児科病院2代院長
- 伯祖母：瀬川順子 - 小池正晁（男爵・医学博士）妻
- 父：瀬川功 - 瀬川小児科病院3代院長
- 兄：瀬川昌也 - 医学博士、瀬川小児神経学クリニック院長